# Mojżesz Kordowero
Mojżesz ben Jakub Kordowero (hebr. משה קורדובירו; znany pod akronimem Ramak) (ur. 1522; zm. 25 czerwca 1570 w Safedzie) – rabin, kabalista, czynny w XVI wieku w Safedzie w Palestynie.

## Życiorys
Mojżesz Kordowero urodził się w 1522 roku. Miejsce jego urodzenia nie jest znane. Jego nazwisko wskazuje, że rodzina Kordowero mogła pochodzić z Kordoby w Hiszpanii. Być może należeli oni do Żydów, którzy po wydaniu w 1492 roku edyktu z Alhambry zostali zmuszeni opuścić Hiszpanię, Portugalię i Sycylię. Większość z nich znalazło schronienie w obrębie Imperium osmańskiego. Mojżesz mógł się urodzić już w Safedzie w Palestynie, będącej wówczas częścią Imperium osmańskiego. Brak jednak na to dowodów. Na pewno tam się wychował i poznawał Talmud przy rabinie Józefie Karo.
Prawdopodobnie w 1538 roku otrzymał smichę od rabina Jakuba Berab. Poślubił siostrę rabina Salomona ha-Levi Alkabeza i w 1542 roku został jego uczniem. Studiował kabałę i żydowski mistycyzm. Bardzo szybko został wtajemniczony w teksty kabalistycznej księgi Zohar, zyskując reputację niezwykłego geniusza i płodnego pisarza. Po kilku latach objął funkcję przełożonego jesziwy portugalskich Żydów w Safedzie. Wśród jego uczniów był między innymi rabin Chaim Vital. W 1548 roku ukończył swoją pierwszą książkę „Pardes Rimonim” (pol. Sad granatów), która była pierwszym encyklopedycznym streszczeniem kabały. Utwierdziła ona pozycję rabina Kordowera jako genialnego kabalistę i wielkiego myśliciela. Około 1550 roku założył akademię kabały w Safedzie, którą prowadził aż do swojej śmierci. Zmarł 25 czerwca 1570 roku w Safedzie i został pochowany starym cmentarzu.

## Dzieła
Pierwszą książką rabina Kordowera była „Pardes Rimonim”. Była to obszerna encyklopedyczna publikacja wyjaśniająca wszystkie dogmaty i doktryny kabały. Składała się ona z trzynastu „bram” lub części, podzielonych następnie na rozdziały. Rabin napisał ją w celu wykazania zasadniczej jedności i konsekwencji filozofii kabały. Większość swego życia poświęcił napisaniu arcydzieła „Or Jakar” (Urzekające Światło), które było wielotomowym komentarzem do księgi Zohar. Niektóre z części „Or Jakar” zostały opublikowane pod odrębnymi tytułami, np. „Sziur Koma”, „Tefila le-Mosze” i inne. W książce „Tomer Dewora” (Palma Dewory) przedstawił koncepcję sefir, dziesięciu emanacji boskiego światła, będących kolejnymi stopniami poznania nieskończonego i niepoznanego Boga przez skończone i ograniczone stworzenie. Według Kordowero, wszystkie one są aspektami, mocami Boga, przejawianymi w stworzeniu, przez które dokonuje się jego objawienie. Przy tej okazji, rabin Kordowero naświetlił także system kabalistycznej moralności i etyki. W książce „Or Neerav” uzasadnił znaczenie nauk kabały. Zastosował w niej metodę określoną we wcześniejszej „Pardes Rimonim”. „Elima Rabati” była abstrakcyjnym traktatem o kabalistycznych obawach związanych z Bogiem i sefirami. Natomiast „Sefer Geruszin” był krótkim dziełem ukazującym pobożną i ascetyczną postawę autora. Jego syn, Gedaliasz, wydał niektóre rękopisy ojca w Wenecji (lata 1584–1587).

## Znaczenie
Dzięki pracy rabina Kordowera nastąpił rozkwit kabały. Już wcześniej żydowscy myśliciele starali się stworzyć kompletny system filozoficzno-teologiczny dla żydowskiego mistycyzmu, ale dopiero Kordowera uporządkował i usystematyzował go w jednolitą całość. Dodatkowo zintegrował go z wcześniejszą filozofią żydowską, która różniła się od kabalistycznych interpretacji. Jego dzieła filozoficzne odzwierciedlały logikę i spójność kabały. A opracowania encyklopedyczne stanowiły przełomowy etap w rozwoju kabały. Przez swoich uczniów był uznawany za wcielenie Eliezera, syna Abrahama.
W dniu pogrzebu rabina Kordowero (w czerwcu 1570 r.) do Safedu przyjechał rabin Izaak Luria. Młodzi studenci kabały w Safedzie, pozbawieni swojego najbardziej poważanego nauczyciela, przylgnęli teraz do rabina Lurii, który wywarł na nich trwały wpływ. Stopniowo stali się zwolennikami kabały luriańskiej.